# Кубок Азербайджану з футболу 2019—2020
Кубок Азербайджану з футболу 2019–2020 — 27-й розіграш кубкового футбольного турніру в Азербайджані. Титул захищав Габала. У зв'язку з Пандемією COVID-19 18 червня 2020 року Асоціація футбольних федерацій Азербайджану вирішила припинити проведення турніру. Переможця визначено не було.

## Календар
| Раунд        | Дата                    | Матчі | Клуби  |
| ------------ | ----------------------- | ----- | ------ |
| Перший раунд | 3-4 грудня 2019         | 4     | 12 → 8 |
| 1/4 фіналу   | 15-16/19-20 грудня 2019 | 8     | 8 → 4  |
| 1/2 фіналу   |                         | 4     | 4 → 2  |
| Фінал        |                         | 1     | 2 → 1  |

## Перший раунд
| Команда 1     | Рахунок | Команда 2    |
| ------------- | ------- | ------------ |
| 3 грудня 2019 |         |              |
| Кешла         | 3:1     | Кяпаз (2)    |
| 4 грудня 2019 |         |              |
| Сабах         | 5:0     | Агсу (2)     |
| Зіра          | 4:0     | Карадаг (2)  |
| Сумгаїт       | 2:0     | Загатала (2) |

## 1/4 фіналу
| Команда 1         | Заг. | Команда 2 | 1-й матч | 2-й матч |
| ----------------- | ---- | --------- | -------- | -------- |
| 15/19 грудня 2019 |      |           |          |          |
| Сабаїл            | 0:1  | Зіра      | 0:0      | 0:1 дч   |
| Габала            | 6:2  | Сабах     | 3:0      | 3:2      |
| 16/20 грудня 2019 |      |           |          |          |
| Нефтчі            | 0:1  | Сумгаїт   | 0:1      | 0:0      |
| Карабах (Агдам)   | 4:1  | Кешла     | 1:0      | 3:1      |